# Автопортрет с отрезанным ухом и трубкой
«Автопортрет с отрезанным ухом и трубкой» — картина нидерландского и французского художника Винсента ван Гога. Написана во время пребывания ван Гога в Арле в январе 1889 года.

## Обстоятельства создания
Обострённое восприятие действительности и душевная неуравновешенность привели Ван Гога к психическому заболеванию. 25 октября 1888 года Гоген приехал погостить в Арль, но 23 декабря творческие разногласия вызвали ссору. Ван Гог кинул стакан в голову художника, затем, после заявления Гогена о намерении уехать, бросился на него с бритвой. В припадке сумасшествия вечером этого же дня художник отрезал себе мочку уха.

## Описание картины
Лицо Ван Гога занимает большую часть картины. Голова повёрнута на три четверти в левую сторону. Он одет в тёплую куртку, поношенную шапку. На голове повязка. Ван Гог курит трубку (дым прорисован). Чёрная трубка контрастирует с белой повязкой. Картина создаёт впечатление смирения и успокоения. На картине у художника искажены черты лица, взгляд потерянный, направленный вдаль. Ван Гогу во время написания картины было только 35 лет, но выглядит он на ней пятидесятилетним. Фон картины — двухцветная стена в красно-оранжевых оттенках.

### Цветовое решение

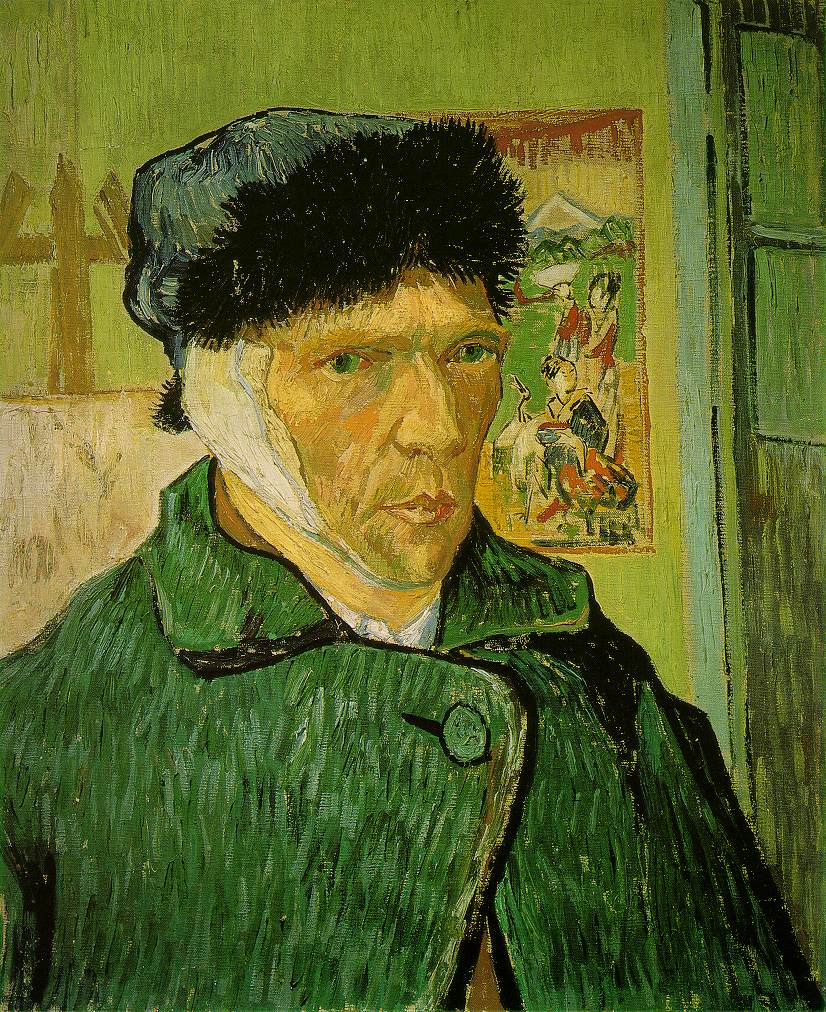
«Автопортрет с отрезанным ухом», 1889, Лондон, Галереи института Курто

Если рассматривать картину, можно заметить, что фон разделён на две равные зоны: нижняя часть — красная, верхняя — большей частью оранжевая с небольшими жёлтыми вкраплениями. Шапка синяя в передней (меховой) части, а сзади фиолетового цвета. Куртка, в которую одет Ван Гог, зелёного цвета. Дым, его рубашка и его повязка белые, в то время как трубка, глаза и волосы очень тёмные, почти чёрные. Ван Гог расположил рядом близкие на хроматическом круге цвета (фиолетовый цвет и синий цвет, красный цвет и оранжевый цвет).

## Влияние
Картина послужила основой для обложки музыкального альбома «Биографика» (2004) российской рок-группы «Ю-Питер». В центре картины вместо ван Гога изображён лидер группы Вячеслов Бутусов.